# Motandra poecilophylla
Motandra poecilophylla är en oleanderväxtart som beskrevs av Herbert Fuller Wernham. Motandra poecilophylla ingår i släktet Motandra och familjen oleanderväxter. Inga underarter finns listade i Catalogue of Life.